# Beurnevésin

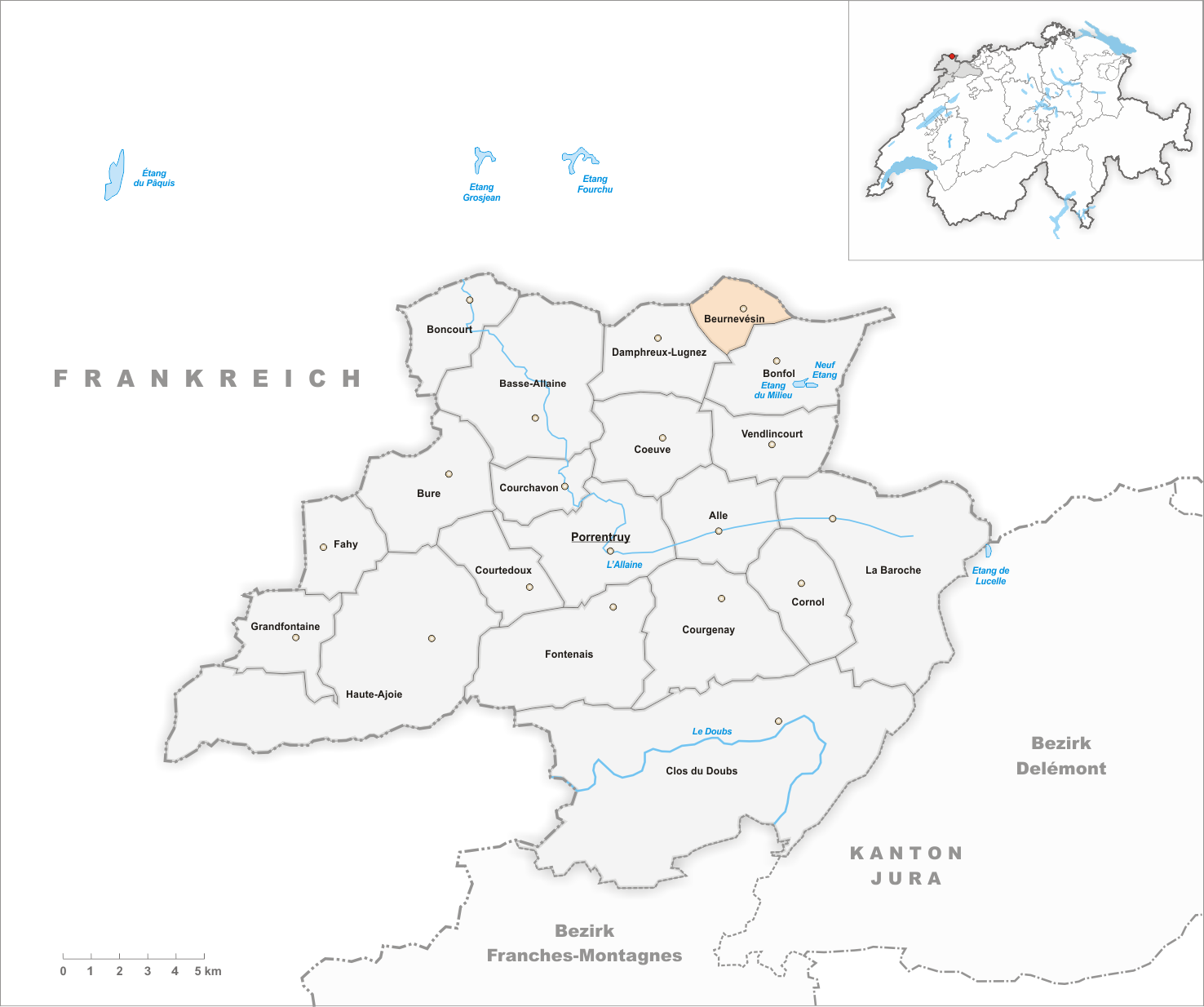
Gemeindestand vor der Fusion am 1. Januar 2024

Beurnevésin war eine politische Gemeinde im Distrikt Porrentruy des Kantons Jura in der Schweiz. Der frühere deutsche Name Brischwiler wird heute nicht mehr verwendet. Am 1. Januar 2024 wurden die ehemaligen Gemeinden Beurnevésin und Bonfol zur Gemeinde Basse-Vendline fusioniert.

## Geographie
Beurnevésin liegt auf 422 m ü. M., 10 km nordnordöstlich des Bezirkshauptorts Porrentruy (Luftlinie). Das Bauerndorf erstreckt sich in der Talniederung des Baches Vendline im Norden der Ajoie (deutsch Elsgau).
Die Fläche des 5,1 km² grossen Gemeindegebiets umfasst die gewellte Tafeljuralandschaft der Ajoie, die vom Tal der Vendline durchzogen wird. Im Norden reicht das Gebiet auf die bewaldeten Höhen von Les Toyers (512 m ü. M.) und Le Mont, mit 530 m ü. M. die höchste Erhebung der Gemeinde. Über diese Höhen verläuft auch die Landesgrenze zwischen der Schweiz und Frankreich. Das Gebiet wird von der Vendline zur Allaine entwässert. Von der Gemeindefläche entfielen 1997 5 % auf Siedlungen, 38 % auf Wald und Gehölze, 56 % auf Landwirtschaft, und ungefähr 0,5 % war unproduktives Land.
Zu Beurnevésin gehören mehrere Einzelhöfe. Nachbargemeinden von Beurnevésin waren Damphreux-Lugnez und Bonfol im Kanton Jura sowie Pfetterhouse und Réchésy in Frankreich.

## Bevölkerung
Mit 117 Einwohnern (Stand 31. Dezember 2022) gehörte Beurnevésin zu den kleineren Gemeinden des Kantons Jura. Von den Bewohnern waren 83,4 % französischsprachig, 15,9 % deutschsprachig und 0,6 % italienischsprachig (Stand 2000). Die Bevölkerungszahl von Beurnevésin belief sich 1850 auf 347 Einwohner, 1900 noch auf 248 Einwohner. Im Verlauf des 20. Jahrhunderts wurde insgesamt ein rückläufiger Trend verzeichnet.

## Wirtschaft
Beurnevésin ist noch vorwiegend landwirtschaftlich geprägt. Es gibt nur wenige Arbeitsplätze ausserhalb des landwirtschaftlichen Sektors im Dorf. Viele Erwerbstätige (mehr als 50 %) sind deshalb Wegpendler und arbeiten vor allem in der Region Porrentruy.

## Verkehr
Die Gemeinde liegt abseits der grösseren Durchgangsstrassen in der Grenzregion der nordöstlichen Ajoie, hat aber je einen Grenzübergang zu den französischen Nachbargemeinden. Durch eine Buslinie, die von Porrentruy via Coeuve und Lugnez nach Beurnevésin verkehrt, ist das Dorf an den öffentlichen Verkehr angebunden.

## Geschichte

Treffen am Dreiländerstein bei Beurnevésin, Division 4, 1914–1918.
Das ‚CS‘ steht für Confédération suisse (Schweizerische Eidgenossenschaft)

Erste Erwähnung findet Beurnevésin 1270 als Brunnevisin, was als Verballhornung von Brunulfesheim, also Wohnort des Brunulf, gedeutet wird. Das Dorf teilte die wechselvolle Geschichte der Ajoie, die 1271 erstmals an das Fürstbistum Basel gelangte. Das über dem Dorf noch als Burgstelle erkennbare Château de Beurnevésin war sehr wahrscheinlich der Wohnsitz einer 1278 erstmals erwähnten Ritterfamilie, die sich nach Beurnevésin benannte. Die Siedlung unterstand vom 16. bis zum 18. Jahrhundert dem Meieramt Coeuve. Von 1793 bis 1815 gehörte Beurnevésin zu Frankreich und war anfangs Teil des Département du Mont-Terrible, ab 1800 mit dem Département Haut-Rhin verbunden. Durch den Entscheid des Wiener Kongresses kam der Ort 1815 an den Kanton Bern und am 1. Januar 1979 an den neu gegründeten Kanton Jura.

## Sehenswürdigkeiten
Über dem Dorf steht die Kirche Saint-Jacques, die bis 1802 zur Pfarrei Damphreux gehörte. Die Kirche hat einen spätgotischen Chor mit Wandmalereien, die um 1500 geschaffen wurden. Das heutige Kirchenschiff datiert von 1829.
Im Wald von Les Côtes nördlich der Gemeinde befindet sich der Grenzstein Borne des Trois Puissances, der die Stelle bezeichnet, die 1871–1920 und 1940–1944 das Dreiländereck der Schweiz, Frankreichs und Deutschlands (zu dem das Elsass während dieser Zeit gehörte) markierte.

## Bilder

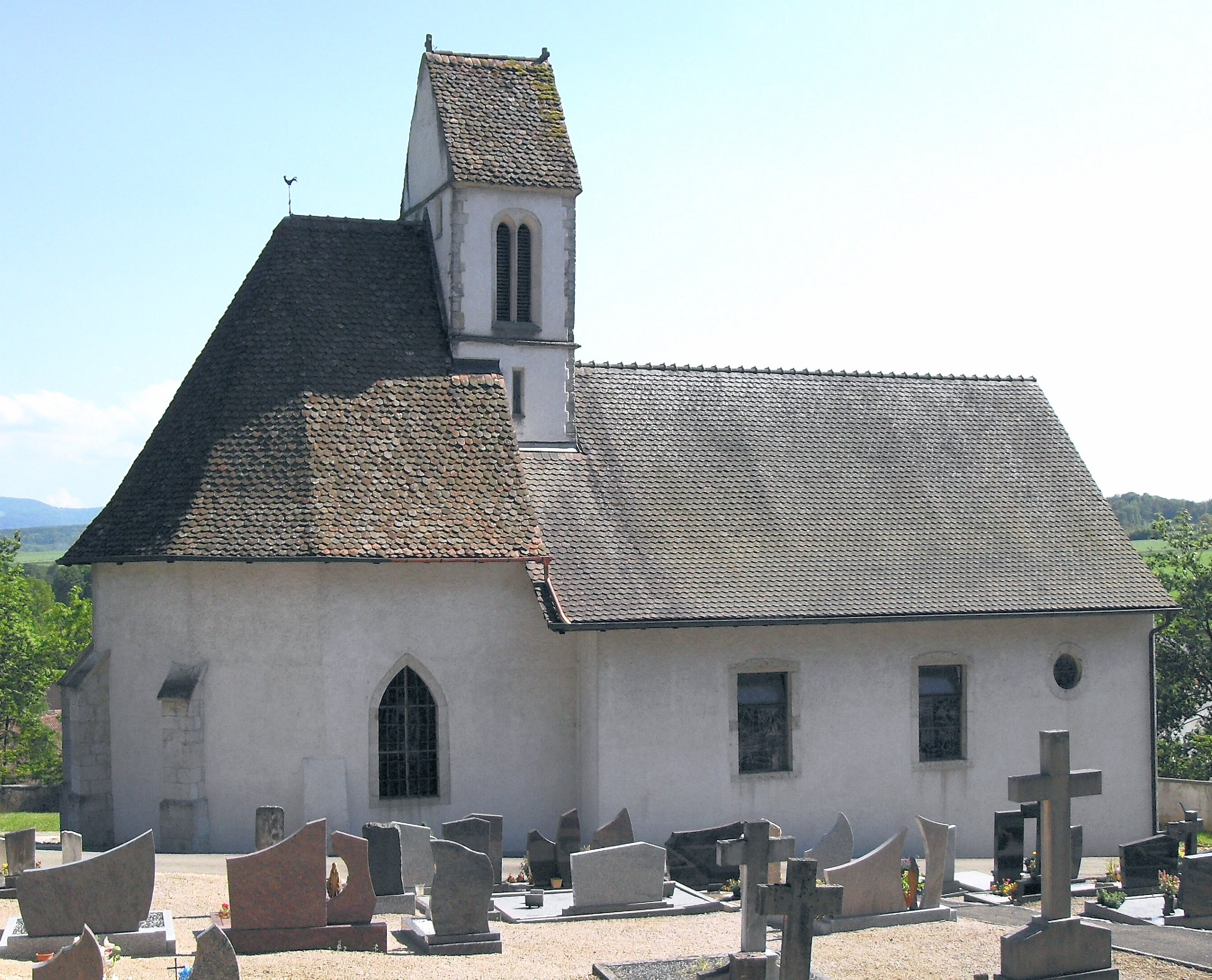
Kirche Saint-Jacques
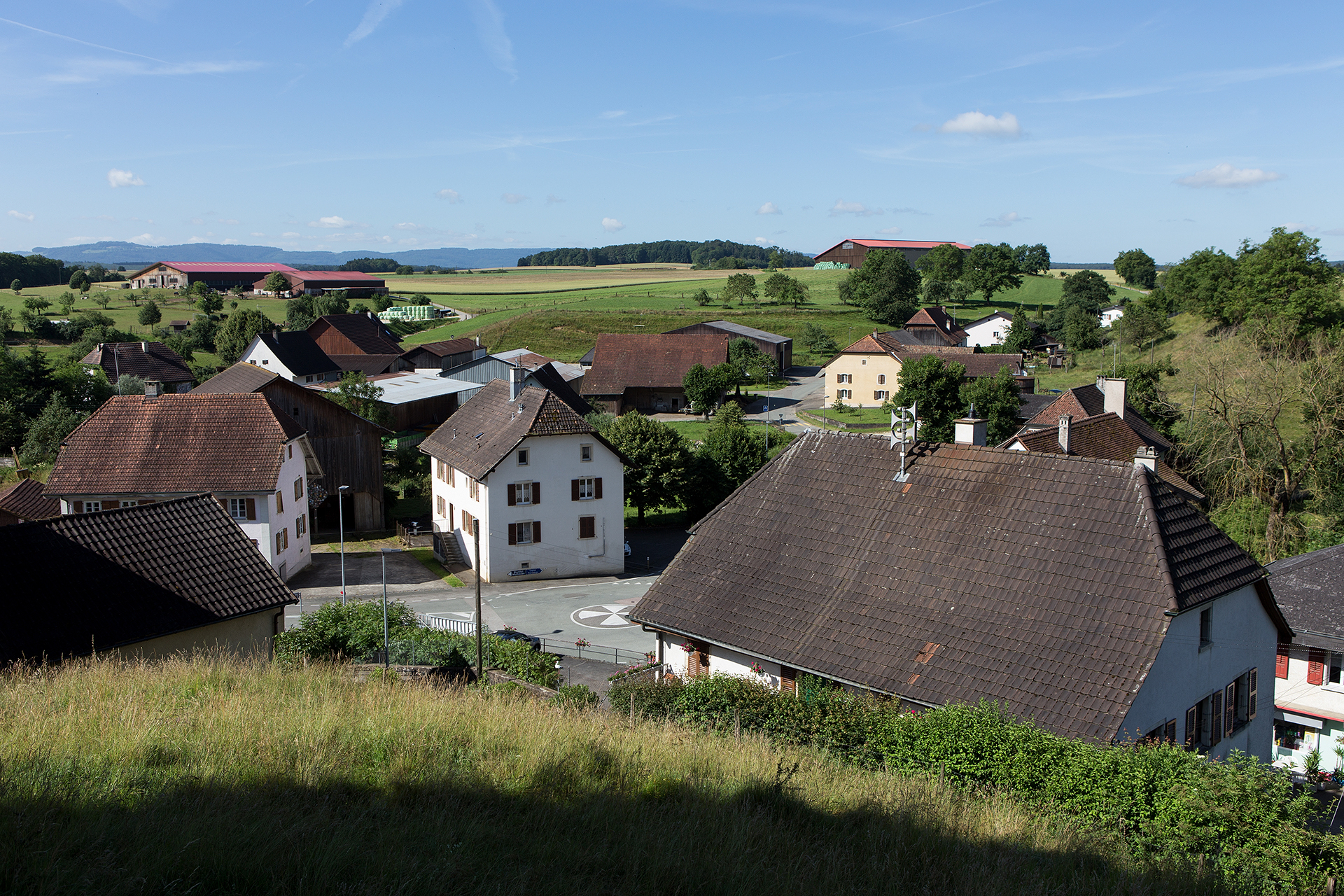
Beurnevésin
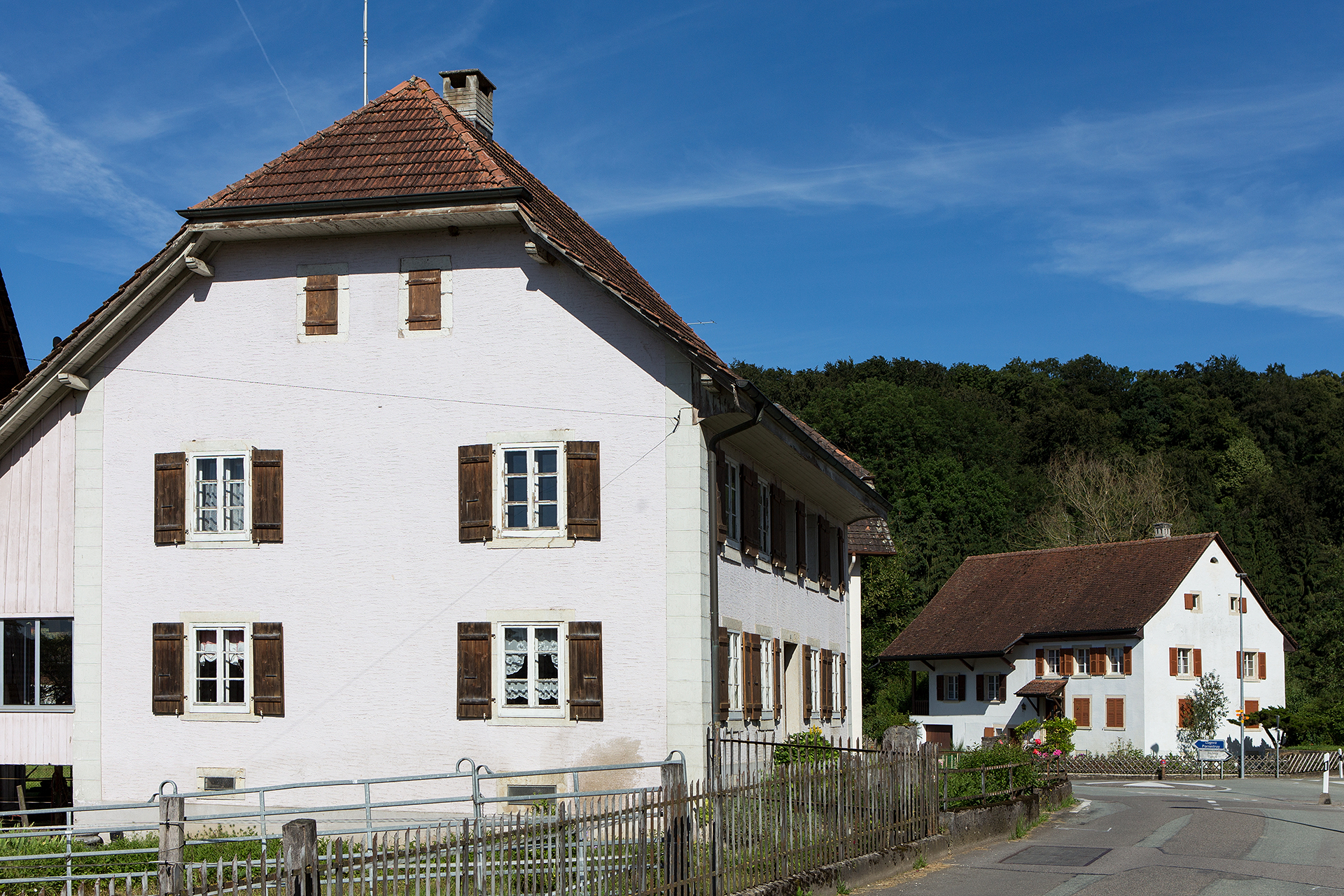
Beim Kreisel
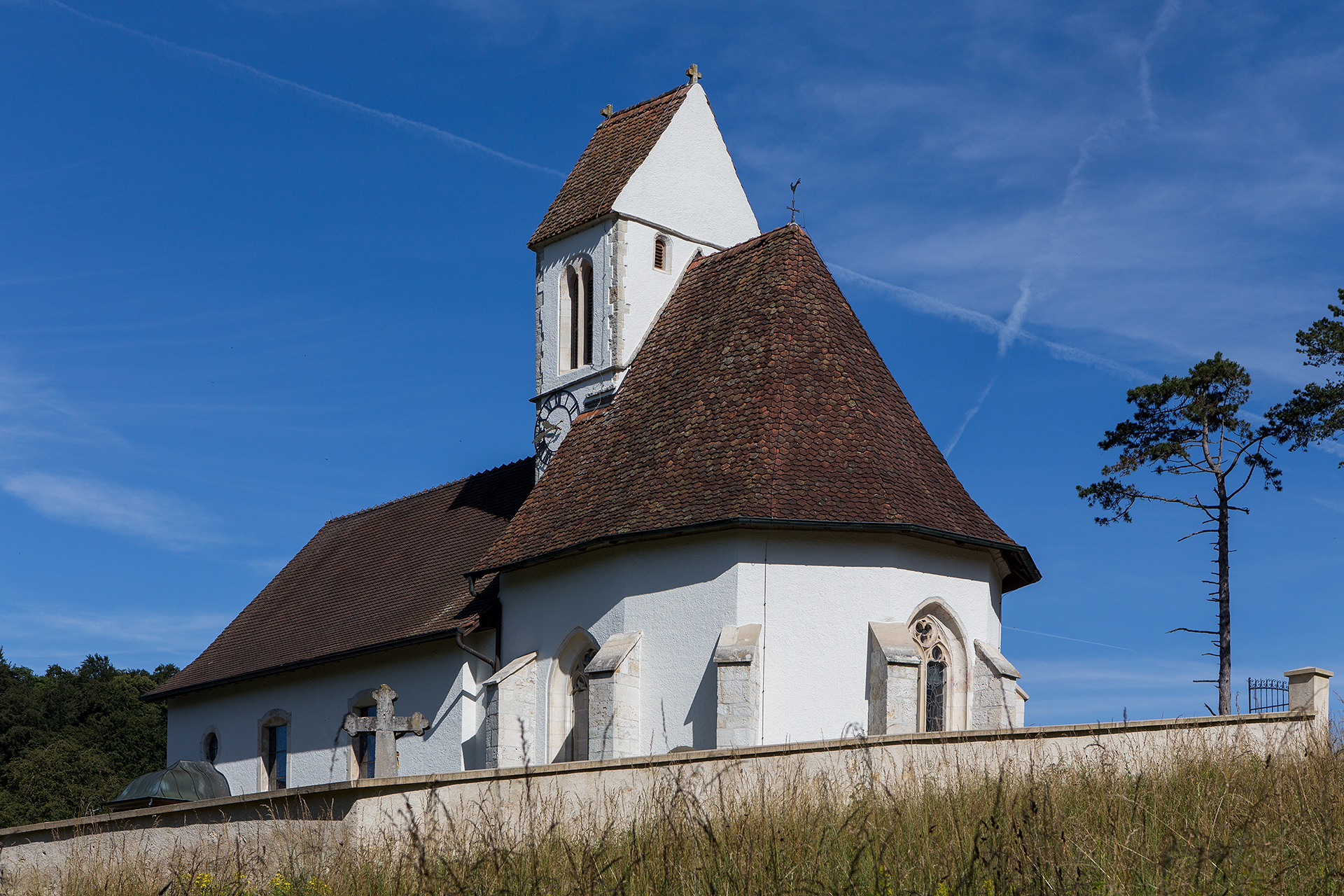
Kirche Saint-Jacques